# Vidra, Arad
Vidra este un sat în comuna Vârfurile din județul Arad, Crișana, România.

## Vezi și
- Biserica de lemn din Vidra